# ویلیام فیتزهاگ
ویلیام فیتزهاگ (William Fitzhugh) (24 اوت ۱۷۴۱ میلادی - ۶ ژوئن ۱۸۰۹ میلادی)، مزرعه‌دار، قانونگذار و وطن‌پرست آمریکایی طی جنگ انقلابی آمریکا است که به عنوان نماینده کنگره قاره‌ای برای ویرجینیا در ۱۷۷۹ میلادی خدمت کرد و همچنین دوره‌های متعددی را پس از تشکیل مشترک‌المنافع، هم در مجلس برگس‌ها و هم در مجمع عمومی ویرجینیا خدمت کرد. خانه او در شهرستان استفورد ویرجینیا به نام «چاتام مانور»، یکی از اماکن تاریخی ملی ثبت شده است و به عنوان مرکز هیئت رئیسه سازمان پارک‌های ملی برای پارک نظامی ملی فردریکسبرگ و اسپاتسیلوانیا عمل می‌کند.

## اوان زندگی و خانواده

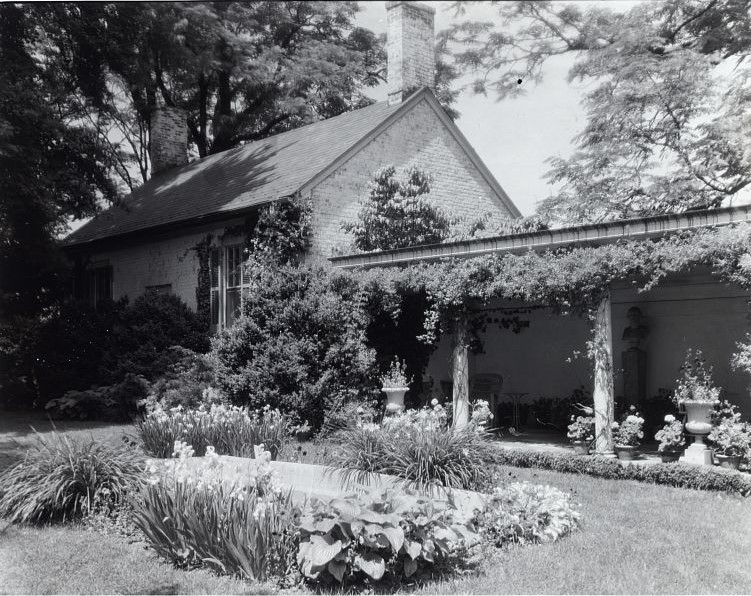
خانه سرهنگ دانیل بردفورد دیوور، خیابان چاتهام

فیتزهاگ که در اولین خانواده‌های ویرجینیا متولد شده بود، به‌طور فیزیکی در شهرستان کینگ جورج، ویرجینیا به دنیا آمد، جایی که پدرش صاحب املاک بزرگی بود که عمدتاً توسط پدربزرگش (یعنی پدربزرگ پدرش)، قبل از ایجاد شهرستان به دست آمده بودند. عقبه خانواده او به باردولف، لرد راونسورت در ریچموندشایر در زمان ویلیام فاتح بر می‌گردد. پدربزرگ بدرش که نام او هم ویلیام فیتزبرگ (۱۶۵۰ تا ۱۷۰۱ میلادی) نام داشت، در حدود ۱۶۷۱ میلادی از انگلستان به ویرجینیا مهاجرت کرده بود و یک وکیل موفق و صاحب کشت تنباکو و همچنین اولین عضو از خانواده بود که در خانه برگس‌ها (در ۱۶۷۷ میلادی) نشست. او کشتزار «بدفورد» را به عنوان کرسی خانوادگیش تأسیس کرد (که در جنگ داخلی آمریکا تخریب شده بود) و در زمان مرگش در ۱۷۰۱ میلادی، صاحب ۵۴ هزار جریب فرنگی (معادل ۲۲۰ کیلومتر مربع) بود که عمدتاً در گردنه شمالی ویرجینیا قرار داشت که اکثر آن به ارث ویلیام فیتزهاگ رسید. برادر او هنری فیتزهاگ نیز در خانه برگس‌ها خدمت کرد و در ۱۷۱۵ میلادی کلانتر رده‌بالای شهرستان استافورد شد. پسر ویلیام فیتزهاگ (همچنین ویلیام فیتزهاگ، که برخی مواقع به عنوان «از لانه عقاب» ازو یاد می‌شد) نیز قبل از مرگش در ۱۷۱۴ میلادی به عنوان برگس خدمت کرد.
بزرگ‌ترین پسر ویلیام فیتزهاگ به نام «هنری فیتزهاگ» در دانشگاه هاروارد تحصیل کرد و همچنین در ۱۷۳۸، ۱۷۴۰ و ۱۷۴۲ میلادی در خانه برگس‌ها به عنوان نماینده شهرستان استافورد خدمت نمود. در ۱۷۳۰ میلادی، او با «لوسی کارتر» ازدواج کرد و پدر دو دختر شد و این مرد هنگامی که پدرش در ۱۷۴۲ میلادی فوت کرد هنوز یک نوزاد بود. بزرگ‌ترین دختر هنری فیتزهاگ نمی‌توانست زمین را با نیاکانش ارث برد، اما با «بنجامین گریمز» اهل شهرستن اسپاتسیلوانیا ازدواج کرد، شخصی که در خانه برگس‌ها خدمت می‌کرد و زادگانشان نیز در مجمع عمومی ویرجنیا خدمت کردند. مادر این مرد، بیوه «لوسی کارتر فیتزهاگ»، دختر «رابرت 'کینگ' رابرت» (بزرگ‌ترین مالک زمین در ویرجینیا در طول عمرش و همچنین کسی که چندین کودک دیگر را نیز تأمین کرد) بود که مجدداً با بیوه سرهنگ ناتانیل هریسون اهل «براندون» در شهرستان پرینس جورج ویرجینیا ازدواج کرد که در سنای ویرجینیا خدمت کرد، گرچه که این زوج فرزند دیگری نداشتند. این مرد، ویلیام فیتزهاگ چاتهام تحصیلات خصوصی مناسب با طبقه‌اش را دریافت نمود. او یک چشمش را در سانحه کودکی از دست داد، هنگامی که شلاق سوارکاری (کراپ) نابرادریش هریسون به چشمش خورد. فیتزهاگ صاحب ۳۸ برده در شهرستان فیرفاکس در ۱۸۱۰ میلادی بود.
فیتزهاگ با آن بولینگ راندولف (۱۷۴۷–۱۸۰۵) میلادی ازدواج کرد که او نیز از نسل اولین خانواده‌های ویرجینیایی بود. پدربزرگان پدری همسرش ویلیام راندولف دوم و الیزابت بورلی بودند. ارتباطات خویشاوندی راندولف موجب شد تا آن فیتزهاگ با توماس جفرسون که از خانه آنها در فردریکسبرگ دیدن کرد، رابطه خویشاوندی پیدا کند. این ویلیام و آن دخترانی داشتند، اما تنها یک پسر به نام ویلیام هنری فیتزهاگ داشتند که سنن مزرعه‌داری و سیاسی خانواده را در قرن نوزدهم میلادی ادامه داد.

## حرفه
به علاوه فعالیت‌های سیاسی توصیف شده در پایین، فیتزهاگ مزرعه‌دار، کشاورز املاک پهناور (در چندین شهرستان در گردنه ویرجینیای شمالی و جایی که امروزه جزو حومه‌های شمالی ویرجینیا از واشینگتن DC شده‌است) بود که از نیروی کار بردگان استفاده می‌کرد. او «چاتهام مانور» را در ملک شهرستان استافورد در حومه رودخانه راپاهانوک در فردرکیزبرگ ویرجینیا ساخت و آن را در ۱۷۷۱ میلادی پس از سه سال ساخت و ساز تکمیل نمود. فیتزهاگ زندگی ولخرج گونه‌ای در آنجا داشت که شامل کشاورزی تجربی و علایق ویژه‌اش در رابطه با پرورش اسب و مسابقات اسب‌سواری می‌شد. بعد از جنگ انقلاب آمریکا، هنگامی که اقتصاد در حال دست و پا زدن بود، فیتزهاگ چاتهام مانور را که ۱۲۸۸ جریب فرنگی (۵٫۲ کیلومتر مربع) وسعت داشت را به قیمت ۲۰ هزار دلار به چرچیل جونز فروخت.
ویلیام فیتزهاگ و جرج واشینگتن همدیگر را تا زمان مرگ واشینگتن در ۱۷۹۹ میلادی به‌طور مکرر ملاقات می‌کردند. واشینگتن نام فیتزهاگ را در خاطراتش ذکر کرده و با هم در دعاخانهٔ کلیسای پوهیک خدمت کردند. فیتزهاگ آخرین فردی بود که واشینگتن با او در خارج از «ماونت ورمون» قبل از مرگش ملاقات کرد.
در توافق مربوط به مالیات ویرجینیا در ۱۷۸۷ میلادی، فیتزهاگ یا خویشاوندان او با همین نام صاحب این بردگان بوده‌است: ۶۰ برده بالغ بزرگتر از ۱۶ سال و همچنین ۹۱ برده کودک در شهرستان پادشاه جورج، ۴ برده بالغ و ۵ برده کودک در شهرستان شاهزاده ویلیام، ۵۴ برده بالغ و ۵۴ برده کودک در شهرستان استافورد، ۵۷ برده بالغ و ۸۱ برده کودک در شهرستان فیرفاکس و ۸ برده بالغ و ۱۰ برده کودک در شهرستان وستمورلند. مردی با همین نام و احتمالاً خود او یا خویشاوندانش صاحب ۲۰ برده بالغ و ۲۳ برده کودک در شهرستان کارولین در همان اطراف نیز بود (جنوب فردریکسبرگ و شهرستان اسپاتسیلوانیا).
بعد از این که کنگره جدید ایالات متحده تصمیم گرفت تا پایتخت ملی را به زمینی منتقل کند که توسط ویرجینیا و مریلند در طول رود پوتوماک اهدا شده بود تا شهر فدرال جدیدی شود (به زودی همان شهر واشینگتن DC شد)، فیتزهاگ اقامتگاه اصلی خود را به سمت شمالی نزدیک فردریکزبرگ در جهت الکساندریا منتقل کرد که در سمت مقابل ساختمان‌های جدید فدرال قرار داشت (اما بخشی از ناحیه کلمبیا از ۱۷۹۰ میلادی تا دهه‌ها بعد از مرگ فیتزهاگ بود). با مرگ عمو/عمه/... زاده او سرهنگ هنری فیتزهاگ (۱۷۲۳–۱۷۸۳؛ پسر برگس هنری فیتزهاگ که در ۱۷۴۵ میلادی فوت کرد)، فیتزهاگ بسیاری از املاک او را در شهرستان (جایی که اکنون اسپرینگفیلد شمالی واقع شده‌است) فیرفاکس از ورثه‌اش بدست آورد. ویلیام فیتزهاگ در ۱۷۹۶ میلادی عمارت دیگری را ساخت که به آن «راونزورت» می‌گفت. آن ملک شهرستان فیرفاکس مبدل به خانه او شد، خانه‌ای که فیتزهاگ در آن زمستان‌ها را در خانه‌شهرکی خود در الکساندریا به سر می‌برد. راونزوورت تا حدود ۱۹۲۵ میلادی برپا بود و در این تاریخ برخی شرایط اسرار آمیز آتش گرفت.
ویلیام فیتزهاگ در حدود ۱۷۹۹ میلادی خانه‌ای را در خیابان ۶۰۷ اورونوکو در الکساندریای ویرجینیا خریداری کرد که اکنون اغلب با عنوان «خانهٔ پسری رابرت ئی. لی» شناخته می‌شود. این خانه در ۱۷۹۵ میلادی توسط جان پوتس جونیور ساخته شده بود. بعد از مرگ ویلیام فیتزهاگ، ویلیام هنری فیتزهاگ این ملک را به ارث برده و آن را به خانواده لی اجاره داد.

## حرفه سیاسی
فیتزهاگ در ابتدا به عنوان قانونگذار خدمت کرد، هنگامی که مجمع عمومی ویرجینیا تنها شامل «خانه برگس‌ها» بود. او یکی از دو نماینده پاره وقت اهل شهرستان کینگ جورج بود و همراه با جوزف جونز بین ۱۷۷۲ تا ۱۷۷۵ میلادی خدمت کرد. هنگامی که تنش‌ها با بریتانیا بالا گرفت و فرماندار مستعمراتی ویرجینیا «جان مورای، چهارمین اِرل دانمور» مجمع را منحل ساخت، فیتزهاگ و جونز، خدمت به شهرستانشان را در تمامی معاهدات انقلابی غیر عمومی ویرجینیا ادامه دادند (برخی از این‌ها در ویلیامزبرگ و سایرشان در ریچموند صورت پذیرفتند). همچنین در اولین جلسات خانه نمایندگان ویرجینیا بعد از ایجاد فرمانداری جدید ایالت شرکت کردند. همچنین فیتزهاگ عضوی از کمیته انقلابی امنیت در بین سال‌های ۱۷۷۴–۱۷۷۵ میلادی بود. او طی جنگ انقلاب آمریکا، مأمور عالی رتبهٔ دو کارخانه سلاح و مهمات سازی بود. فیتزهاگ از شهرستان استفورد به عنوان عضوی از خانه نمایندگان ویرجینیا در آغاز ۱۷۷۷ میلادی نمایندگی کرد. نکته تاحدی طعن‌آمیزش این است که او خدمت کرده و سپس از عمو/عمه/... زادهٔ خویش چارلز کازین که قبلاً نماینده شهرستان پادشاه جورج در خانه نمایندگان برگس‌ها بود (همچون پدرش با همین نام) پیشی گرفت. اما چارلز کارتر که به دلیل هزینه‌های مفرط خود از ارث خارج شده بود، در یک پرونده دادگاه برنده شد تا بتواند اموال ارث برده را کسب و مجدداً بفروشد و سپس از عایدات و وام‌های سخنگو جان رابینسون جهت انتقال از «پادشاه جورج» به «شهرستان استفورد» استفاده نماید. شهرستانی که قبلاً چارلز کارتر نمایندگی می‌کرد، طی جنگ انقلابی آمریکا و بعد از آن، در حالی که همچنان متحمل مشکلات مالی شخصی دیگری نیز بود. در همین اثناء، با شروع ۱۷۸۱ و تا ۱۷۸۵ میلادی، رأی دهندگان شهرستان‌های وستمورلند، استافورد و پادشاه جورج، فیتزهاگ را مجدداً برای سنای ایالتی انتخاب کردند. آخرین دوره نمایندگی فیتزهاگ از شهرستان استفورد در خانه نمایندگان در ۱۷۸۷–۱۷۸۸ میلادی بود.
همچنین فیتزهاگ گزینشگر ریاست‌جمهوری برای انتخابات ۱۷۸۹ میلادی از ناحیه وستمورلند بود. آن ناحیه شامل شهرستان پادشاه جورج، شهرستان لنکستر، شهرستان نورث‌آمبرلند، شهرستان ریچموند، شهرستان استافورد و شهرستان وستمورلند می‌شد که مساحت بین راپاهانوک و رودخانه‌های پوتوماک را در بر می‌گرفت. تمامی ۱۰ گزینشگر ویرجینیا که رأی دادند، هر کدام یک رأی از دو رأی خود را برای جورج واشینگتن به صندوق انداختند. گرچه که رأی دوم فیتزهاگ نامعلوم بود، پنج تا از گزینشگران ویرجینیا به جان آدامز، سه تا به جورج کلینتون، یکی به جان هنکاک و یکی به جان جی رأی دادند. در نامه‌ای از جیمز مدیسون به توماس جفرسون در ۲۹ مارس ۱۷۸۹ میلادی، «آقای دبلیو فیتزهاگ اهل چاتهام» به عنوان یک فدرالیست توصیف شده‌است.
در ۱۸۰۴ میلادی، دختر فیتزهاگ به نام مری لی فیتزهاگ در تالار پذیرایی خانه شهرکی الکساندریا با «جورج واشینگتن پارک کوستیس»، نوه پسری «مارتا دندریج کوستیس واشینگتن» ازدواج کرد و نوه پسری جورج واشینگتن را به فرزندی پذیرفتند. در ۱۸۱۳ میلادی، دخترشان به نام «ماری آنا رادولف کوستیس» با «رابرت ئی. لی» ازدواج کرد.

## مرگ و میراث
فیتزهاگ در ۱۸۰۹ میلادی در سن ۶۹ سالگی فوت کرد و سه تا از فرزندانش که تا سن بلوغ زنده مانده بودند را از خود به جای گذاشت. او در ابتدا در راونزورث دفن شد، مکانی که پسرش ویلیام هنری فیتزهاگ ارث برده بود، اما هنگامی که آن عمارت تخریب شد، بقایای جسد و سنگ قبرش به قبرستان کلیسای تاریخی پوهیک واقع در لورتون منتقل شد. همچنین او کشتزارهای «لانه عقاب» و «سومرست» را که در شهرستان پادشاه جورج قرار داشتند را به برادر/خواهر زاده‌هایش ویلیام اف. گرایمز، بنجامین گرایمز و گیئورگ ان. گرامیز داد.